# Jens Böhrnsen
Jens Böhrnsen (ur. 12 czerwca 1949 w Bremie) – niemiecki polityk, prawnik i samorządowiec, w latach 2005–2015 burmistrz Bremy, przewodniczący Bundesratu w kadencji 2009–2010, pełniący obowiązki prezydenta Niemiec od 31 maja do 30 czerwca 2010.

## Życiorys
Jens Böhrnsen w 1968 ukończył Gymnasium am Waller Ring w Bremie. W latach 1968–1973 studiował prawo na Uniwersytecie Chrystiana Albrechta w Kilonii. W 1973 i 1977 zdał państwowe egzaminy prawnicze I oraz II stopnia, uzyskując uprawnienia zawodowe. W 1974 dołączył do korpusu służby cywilnej, od 1977 pracował w administracji kraju związkowego Brema. W 1978 został sędzią sądu administracyjnego w Bremie. W 1991 objął stanowisko funkcyjne w strukturach tego sądu.
W 1967 wstąpił w szeregi Socjaldemokratycznej Partii Niemiec (SPD). W 1995 zrezygnował ze sprawowanych funkcji publicznych i został deputowanym SPD do Bremische Bürgerschaft, landtagu Bremy. W latach 1999–2005 pełnił funkcję przewodniczącego klubu parlamentarnego SPD. 8 listopada 2005, po rezygnacji ze stanowiska przez Henninga Scherfa, został wybrany na prezydenta Senatu i burmistrza Wolnego Hanzeatyckiego Miasta Bremy. Uzyskiwał reelekcję po wyborach w 2007 i 2011.
8 listopada 2005 wszedł w skład Bundesratu. 1 listopada 2009 został przewodniczącym tej izby, stanowisko to zajmował przez okres rocznej kadencji do 31 października 2010. 31 maja 2010, po rezygnacji Horsta Köhlera z urzędu prezydenta Niemiec, przejął obowiązki głowy państwa. Pełnił je do 30 czerwca 2010, kiedy to na stanowisko prezydenta wybrany został Christian Wulff.
W wyborach w 2015 ponownie był kandydatem SPD na burmistrza. Socjaldemokraci wygrali wybory, jednak rządząca koalicja uzyskała znacznie słabszy wynik niż w 2011. Jens Böhrnsen ustąpił ze stanowiska, 15 lipca 2015 zastąpił go Carsten Sieling.
Jens Böhrnsen jest żonaty, ma dwóch synów.